# Distretto di San Isidro (Huancavelica)
Il distretto di San Isidro  è uno dei sedici distretti della provincia di Huaytará, in Perù. Si trova nella regione di Huancavelica e si estende su una superficie di 174.95 chilometri quadrati.